# ルパン・ザ・ファイヤー
『ルパン・ザ・ファイヤー』は、日本のラッパーSEAMOの5枚目のシングル。

## 解説
2006年7月26日にBMG JAPANよりリリースされた。
初回限定盤には特典として「マタアイマショウ」のPVが収録されたDVDが封入されている。 
なお、「ルパン・ザ・ファイヤー」は、「マタアイマショウ」と共に『第57回NHK紅白歌合戦』で歌った。
通常盤はルパンジャケット、初回盤は不二子ジャケットになっている。

## 収録曲
全作詞：Naoki Takada
1. ルパン・ザ・ファイヤー
作曲：Yuji Ohno　編曲：Shintaro "Growth" Izutsu & Takahito Eguchi
TVアニメ『ルパン三世 (TV第2シリーズ)』のオープニングテーマ「ルパン三世のテーマ」（大野雄二作曲）をサンプリングした作品となっている。コーダ部のゲストボーカルにタイロン橋本が参加。
歌詞にはルパン三世内で出てくるセリフがあったり、『ルパン三世 カリオストロの城』の主題歌『炎のたからもの』へのオマージュともとれる言葉があったりする。更に、テレビなどで発表した時には、ルパン三世のキャラクターの映像を出していた。
また、高橋由伸(当時読売ジャイアンツ)や建山義紀(当時北海道日本ハムファイターズ)が2007年シーズンに登場曲として使用していた。
2. カラテキッド
作曲：Naoki Takada　編曲：LEMS & Shintaro "Growth" Izutsu
3. Break My Heart
作曲：Naoki Takada & Shintaro "Growth" Izutsu　編曲：Shintaro "Growth" Izutsu
4. ルパン・ザ・ファイヤー（Instrumental）
5. カラテキッド（Instrumental）
6. Break My Heart（Instrumental）